# سوزان كي
سوزان كي (بالإنجليزية: Susan Kay)‏ (1952، مانشستر في المملكة المتحدة)؛ كاتِبة، مؤلفة وروائية بريطانية.